# Anas Sharbini
Anas Sharbini (Rijeka, 21 februari 1987) is een Kroatisch betaald voetballer die tevens de Jordaanse nationaliteit heeft. Hij speelt doorgaans als aanvallende middenvelder. Sharbini verruilde HNK Rijeka in augustus 2018 transfervrij voor NK Grobničan. Hij debuteerde in 2009 in het Kroatisch voetbalelftal.

## Clubcarrière
Sharbini tekende net als zijn broer Ahmad Sharbini in augustus 2009 een driejarig contract bij HNK Hajduk Split. Op 25 juli 2012 tekende Sharbini een tweejarig contract bij Ittihad. In 2009 debuteerde hij in het Kroatisch voetbalelftal.
Sharbini en zijn drie jaar oudere broer speelden tot augustus 2009 samen bij HNK Rijeka, waar ze voortkomen uit de eigen jeugd. Hij maakte ruim dertig keer deel uit van de nationale jeugdteams van Kroatië.
In mei 2013, verbrak Sharbini zijn contract met Al-Ittihad, nadat hij bij de FIFA had gemeld dat zijn salaris niet volledig werd uitbetaald. Zijn oude club HNK Hajduk Split, kreeg het geld van zijn transfer ook niet te zien. Daarnaast kon Sharbini geen visum krijgen om Saoedi-Arabië te verlaten, omdat de voetbalclub hiervoor toestemming moest geven, volgens Sharbini.
Nadat Sharbini en zijn oude club HNK Rijeka bekendmaakten dat er geen samenwerking tussen beide partijen zou plaatsvinden, werd er later alsnog een overeenkomst gesloten. Sharbini ondertekende op 24 mei 2013 een tweejarig contract met nog een optie voor twee jaar bij de club uit zijn geboortestad. In de 'Adriatische derby' tegen zijn voormalige voetbalclub HNK Hajduk Split maakte Sharbini twee goals, net zoals zijn teamgenoot Ivan Krstanović, die twee keer scoorde vanuit penalty's, wat resulteerde in een 4-1 overwinning. Thuis tegen NK Zadar in de zevende speelronde van de Prva HNL raakte Sharbini geblesseerd. De aanvaller verliet per brancard het veld en later constateerde men dat hij een hersenschudding had opgelopen. In februari 2015 sloeg Sharbini een aanbod van Jiangsu Sainty af. De Chinezen boden vijf miljoen euro voor de Kroatische international, die een jaarlijks salaris van één miljoen dollar kon ontvangen in China. Vóór de Chinezen, kwam de Thaise club Buriram United met een aanbod in de herfst van 2014, maar ook toen verkoos Sharbini om in Rijeka te blijven. Na conflicten tussen hem en HNK Rijeka, vertrok Sharbini begin 2016 op huurbasis naar Osmanlıspor.

## Interlandcarrière
Sharbini kwam uit voor diverse Kroatische jeugdelftallen. In 29 wedstrijden scoorde de aanvaller tien keer. Alhoewel Sharbini ook kon spelen voor Jordanië en Syrië, koos de aanvaller voor zijn geboorteland Kroatië. Sharbini debuteerde op 8 oktober 2009 onder toenmalig bondscoach Slaven Bilić, in een oefeninterland tegen Qatar (3-2), net als Nikica Jelavić (Rapid Wien) en Dejan Lovren (Dinamo Zagreb). In deze wedstrijd kwam Sharbini elf minuten voor tijd als wisselspeler binnen de lijnen, als vervanger van Darijo Srna. Vijf jaar later besloot bondscoach Niko Kovač na het vertrek van enkele spelers, het Kroatische elftal te verjongen met een paar nieuwe voetballers. Een van die spelers was Sharbini. Toch kon Sharbini niet in actie komen in de wedstrijden tegen Cyprus en Malta, vanwege een hersenschudding. Voor een oefeninterland tegen Argentinië werd Sharbini opnieuw opgeroepen door Kovač. Sharbini scoorde op 12 november 2014 in zijn tweede wedstrijd voor Kroatië na elf minuten zijn eerste goal voor de Vatreni, op Upton Park tegen Argentinië. Na de wedstrijd tegen de Zuid-Amerikanen, besloot de bondscoach een paar voetballers mee te nemen naar Italië voor de EK-kwalificatiewedstrijd tegen het Italiaans voetbalelftal, waaronder Sharbini. Hij werd in mei 2015 opgeroepen door de Kroatische bondscoach voor een vriendschappelijke wedstrijd tegen Gibraltar en een EK-kwalificatiewedstrijd tegen Italië op 7 en 12 juni 2015. Sharbini opende tegen Gibraltar na zeven minuten de score Tegen de Italianen in Split zat hij de hele wedstrijd op de bank.

## Privéleven
Zijn Palestijnse vader, Jamal Sharbini, werd geboren in Damascus. Jamal kwam naar Rijeka in de jaren tachtig als student economie. Zijn moeder Ranka is Kroatisch, geboren in Grobnik, in de buurt van Rijeka. Anas bleef in Kroatië en kon ook voor Jordanië of Syrië spelen, maar koos om voor Kroatië te spelen.

### Internationale wedstrijden
| №                                     | Datum                           | Locatie                         | Wedstrijd                       | Uitslag                         | Competitie                      | Goals                           |
| Als speler van HNK Hajduk Split       | Als speler van HNK Hajduk Split | Als speler van HNK Hajduk Split | Als speler van HNK Hajduk Split | Als speler van HNK Hajduk Split | Als speler van HNK Hajduk Split | Als speler van HNK Hajduk Split |
| ------------------------------------- | ------------------------------- | ------------------------------- | ------------------------------- | ------------------------------- | ------------------------------- | ------------------------------- |
| 1.                                    | 8 oktober 2009                  | Stadion Kantrida, Rijeka        | Kroatië – Qatar                 | 3 – 2                           | Vriendschappelijk               | 0                               |
| Als speler van HNK Rijeka             |                                 |                                 |                                 |                                 |                                 |                                 |
| 2.                                    | 12 november 2014                | Boleyn Ground, Londen           | Argentinië – Kroatië            | 2 – 1                           | Vriendschappelijk               | 1                               |
| 3.                                    | 7 juni 2015                     | Varteksstadion, Varaždin        | Kroatië – Gibraltar             | 4 – 0                           | Vriendschappelijk               | 1                               |
| Totaal                                | Totaal                          | Totaal                          | Totaal                          | Totaal                          | Totaal                          | 2                               |
| Laatst bijgewerkt op 6 februari 2016. |                                 |                                 |                                 |                                 |                                 |                                 |